# John Seely
John Edward Bernard Seely (ur. 31 maja 1868, zm. 7 listopada 1947) – brytyjski polityk i wojskowy, członek Partii Konserwatywnej, a następnie Partii Liberalnej, minister w pierwszym rządzie Herberta Henry’ego Asquitha.

## Życiorys
Był synem sir Charlesa Seely'ego, 1. baroneta, i Emily Evans, córki Williama Evansa. Wykształcenie odebrał w Harrow School oraz w Trinity College na Uniwersytecie Cambridge. Po studiach rozpoczął praktykę adwokacką w Inner Temple. Walczył podczas II wojny burskiej. Otrzymał Order Wybitnej Służby i został wymieniony w rozkazie dziennym.
W 1900 r. został wybrany do Izby Gmin jako reprezentant okręgu Isle of Wight z ramienia Partii Konserwatywnej. W 1904 r. przeszedł do Partii Liberalnej. W 1906 r. zmienił okręg wyborczy na Abercromby. Od 1910 r. reprezentował Ilkeston. W latach 1908–1911 był podsekretarzem stanu w Ministerstwie Kolonii. Następnie piastował analogiczne stanowisko w Ministerstwie Wojny. Od 1909 r. był członkiem Tajnej Rady. W 1912 r. został członkiem gabinetu jako minister wojny.
Jako minister Seely był odpowiedzialny za zaproszenie generała Ferdinanda Focha na manewry wojskowe w 1912 r. Zajmował się również przygotowaniem armii do ewentualnego konfliktu z Niemcami. Szczególnie zajmował się utworzeniem Korpusu Ekspedycyjnego oraz Korpusu Lotniczego. Seely zrezygnował ze stanowiska w 1914 r., na kilka miesięcy przed wybuchem wojny, po incydencie w Curragh.
Seely walczył następnie na froncie zachodnim. Dosłużył się stopnia generała-majora i dowodził kanadyjską Brygadą Kawalerii. Za swoją postawę na polu bitwy Seely uzyskał wiele orderów i pochwał. Pięciokrotnie był wymieniany w rozkazie dziennym. Po zakończeniu wojny powrócił do Anglii, gdzie został parlamentarnym sekretarzem w Ministerstwie Uzbrojenia. W 1919 r. został podsekretarzem stanu w Ministerstwie Lotnictwa i przewodniczącym Rady Lotnictwa. Zrezygnował z tych stanowisku w listopadzie 1919 r. W 1922 r. przegrał wybory parlamentarne. W Izbie Gmin zasiadał jeszcze w latach 1923-1924, ponownie reprezentując okręg Isle of Wight.
W 1926 r. został przewodniczącym National Savings Committee i był nim do 1943 r., kiedy to został wiceprzewodniczącym. Był również honorowym generałem-majorem oraz pułkownikiem Armii Terytorialnego, honorowym pułkownikiem Royal Hampshire Regiment, honorowym komandorem Auxiliary Air Force oraz wiceprzewodniczącym Royal National Lifeboat Institution. W latach 1918–1947 był Lordem Namiestnikiem Hampshire. Był również sędzią pokoju Hampshire i Wight. W 1933 r. otrzymał tytuł 1. barona Mottistone i zasiadł w Izbie Lordów.

## Rodzina
1 lipca 1895 r. poślubił Emily Florence Crichton (25 października 1870 - 9 sierpnia 1913), córkę pułkownika Henry’ego Crichtona i Letitii Cole-Hamilton, córki majora Arthura Cole'a-Hamiltona. John i Emily mieli razem trzech synów i cztery córki:
- Frank Reginald Seely (6 czerwca 1896 - kwiecień 1917), zginął podczas I wojny światowej
- Emily Grace Seely (ur. 18 stycznia 1898), żona podpułkownika Archibalda Kindersleya, nie miała dzieci
- Henry John Alexander Seely (1 maja 1899 - 18 stycznia 1963), 2. baron Mottistone
- Irene Florence Seely (ur. 22 czerwca 1902), żona kapitana Masona Scotta, nie miała dzieci
- Arthur Patrick William Seely (18 sierpnia 1905 - 4 grudnia 1966), 3. baron Mottistone
- Kathleen Mary Seely (ur. 14 listopada 1907), żona Clementa Haydona, nie miała dzieci
- Louisa Mary Sylvia Seely (9 sierpnia 1913 - 14 stycznia 1998), żona Charlesa Fletchera, miała dzieci

31 lipca 1917 r. poślubił Evelyn Murray (zm. 1976), córkę Montolieu Oliphanta-Murraya, 1. wicehrabiego Elibank, i Blanche Scott, córki Edwarda Johna Scotta. John i Evelyn mieli razem jednego syna:
- David Peter Seely (ur. 16 grudnia 1920), 4. baron Mottistone